# Plicatiductus
Plicatiductus storki es una especie de araña araneomorfa de la familia Linyphiidae. Es el único miembro del género monotípico Plicatiductus.

## Distribución
Se encuentra en Célebes en Indonesia.  